# Belinda
Belinda Peregrín Schüll (Madrid, 15 de agosto de 1989), conocida como Belinda, es una actriz y cantante mexicana. 
Nacida en Madrid, España, emigró con su familia a México en 1993. Asentados en Ciudad de México, inició una carrera artística como actriz y cantante infantil a los diez años de edad, debutando como protagonista de la telenovela Amigos x siempre (2000). 
En 2002, firmó con BMG y un año más tarde lanzó su álbum debut, Belinda. Durante su primera década en la escena musical mexicana, se convirtió en una figura prominente de la música pop latina y de la cultura popular, con una vida personal muy publicitada, lo que originó que fuera llamada «la princesa del pop latino». En 2006, lanzó su segundo álbum, Utopía, y debutó en el cine con un papel en la película The Cheetah Girls 2.
En 2010, estrenó su tercer álbum, Carpe diem. En 2012, lanzó su cuarto álbum de estudio, Catarsis. Con un número de ventas en discos estimada a los de doce millones, durante su etapa en el pop latino llegó a ser considerada como una de las mayores exponentes del mismo.
A partir de 2013, y hasta 2022, buscó probar suerte lanzando sencillos con otros estilos musicales, como la cumbia mexicana, la electrónica, y el reguetón. Luego de un año sabático alejada de la música y centrada en otros proyectos, en 2024 comenzó la promoción de Indómita, su quinto álbum de estudio, con el que encontró un resurgimiento profesional gracias a su incursión en los corridos tumbados, género por el que se autoapodó como «Beli Bélica».

## Biografía y carrera

### 1989-1999: primeros años y emigración a México
Belinda Peregrín Schüll nació el 15 de agosto de 1989 en Madrid, siendo hija del empresario español José Ignacio Peregrín Gutiérrez, y de la hispanofrancesa Belinda Schüll Moreno. Esta última era hija de un torero francés llamado Pierre Schüll Porte. Tiene un hermano menor llamado Ignacio, y es prima del diseñador de moda francés Simon Porte Jacquemus. Desde temprana edad, mostró su talento para el canto y la actuación, haciendo vídeos que ella misma escribía y filmaba.
Proviene de una familia adinerada, su padre y su tío eran propietarios de una empresa de productos médicos en Madrid, y decidieron montar otra en México. Así, en 1993, cuando Belinda tenía cuatro años, la familia se trasladó a vivir a Ciudad de México y se establecieron en la colonia Polanco. Asentada en el país, adquirió los documentos necesarios para su permanencia, pero no fue sino hasta 2024 que se le reconoció formalmente como ciudadana mexicana al revelarse que había adquirido la nacionalidad. Ya radicada, empezó a cursar su educación primaria en uno de los campus localizados en Naucalpan de Juárez, Estado de México, del colegio privado Miraflores, donde aprendió a hablar inglés.

### 1999-2002: debut actoral y musical en telenovelas infantiles
En 1999, se enteró de que habría un casting en el Estadio Azteca para encontrar a la protagonista de una telenovela infantil producida por la empresa Televisa, por lo que acudió en compañía de su madre e interpretó el tema «My Heart Will Go On», lo que le ayudó a ganar el papel principal. Para intervenir en el melodrama, tuvo que tomar clases de actuación, lo que provocó que se viera en la necesidad de abandonar el colegio Miraflores en el tercer grado de primaria. Hecho esto, empezó a asistir a sus llamados para filmar dicho proyecto, que se tituló, Amigos x siempre. La producción se estrenó en 2000 y marcó su debut actoral y musical, ya que también grabó varias canciones para el álbum de la banda sonora. El antedicho disco logró conseguir una certificación de platino en México, luego de lograr vender más de 250.000 copias. Debido al éxito alcanzado, se creó la gira La ruta de la amistad, cuyo inicio en vivo fue grabado en video en el estadio Azteca, y titulado ¡Amigos x siempre! en la ruta de la amistad.
Concluida su incursión inicial como actriz y cantante, siguió preparándose académicamente en una escuela abierta, pero rápidamente volvió a desatender su educación debido a que fue recontratada para estelarizar otra telenovela infantil, Aventuras en el tiempo. Esta última se lanzó en 2001. De igual manera, participó en su banda sonora, que consiguió doble disco de oro. A esta le siguió su primer álbum en vivo titulado, Aventuras en el tiempo en vivo, seguido de un concierto en video llamado Aventuras en el tiempo: El final en concierto, ambos grabados en el Parque Fundidora en Monterrey. Además se realizó una gira por la República Mexicana.
En 2002, Belinda interpretó simultáneamente dos personajes, Mariana y Silvana, en su tercera telenovela infantil, Cómplices al rescate. La telenovela fue un rotundo éxito, lo que llevó a extender su transmisión. Sin embargo, debido a que ya tenía una gira de conciertos programada con la empresa de espectáculos OCESA, Belinda no pudo continuar con la producción y fue reemplazada por la actriz Daniela Luján. En el ámbito musical, se lanzaron simultáneamente dos bandas sonoras de la telenovela: Cómplices al rescate: Mariana y Cómplices al rescate: Silvana. Ambas alcanzaron el estatus de disco de platino en México y se ubicaron en el top diez de las categorías latinas de los Billboard. Este logro le valió a Belinda su primera nominación a los premios Grammy Latinos en la categoría de Mejor álbum infantil y resultó ganadora del Premio Tu Música en Puerto Rico a Revelación femenina. La venta combinada de ambas bandas sonoras alcanzó las 1.6 millones de copias en todo el mundo.
A su salida de la telenovela, realizó una gira como solista por la República mexicana titulada, Tour 2002 de Belinda.

### 2003-2005:Belinday éxito comercial
Enfocada totalmente en el medio artístico, a los trece años de edad, abandonó sus estudios de forma definitiva, llegando a prepararse solo hasta el tercer grado de secundaria, en el que fue tutelada por maestros particulares. El 29 de julio de 2003, bajo el sello discográfico Sony BMG e internacionalmente por RCA Records el 5 de agosto, lanzó su álbum homónimo debut, Belinda, grabado en Londres y Miami, vendido en Latinoamérica y principalmente en México, el cual presenta sencillos como «Lo siento», «Boba niña nice», «Ángel», «Vivir» y «Be Free». Producido por Mauri Stern, Graeme Pleeth, Robin Barter y Rudy Pérez, el álbum fue un éxito instantáneo, logrando rápidamente el disco de oro en México, y posteriormente se convirtió en doble disco de platino y oro por la venta de 225.000 ejemplares en suelo mexicano, consiguiendo a la vez, su primer disco de platino en Estados Unidos. El álbum vendió más de 2,5 millones de copias en todo el mundo.
También salieron a la venta dos reediciones del álbum, la primera que presenta dos remixes y dos videos musicales y una edición especial que contiene los 13 temas del álbum, acústicos, remixes y un DVD con videos musicales. La edición para España incluyó No entiendo, canción a dúo con el grupo español Andy & Lucas.
El álbum llevó a Belinda a recibir diversas nominaciones y ganar premios destacados, como el premio Oye a Mejor solista femenina y el premio MTV al Mejor artista nuevo de México.
En 2004, regresó a la actuación con una participación especial en la telenovela Corazones al límite, donde su canción «Vivir» se convirtió en el tema principal y fue nominado al premio TVyNovelas a Mejor tema musical. Además, una versión acústica de la misma formó parte de la banda sonora de la serie.
Entre 2004 y 2005 se realizó el Tour Fiesta en la Azotea a través de la agencia de espectáculos OCESA, que recorrió países de Latinoamérica, España y los Estados Unidos, logrando reunir a casi dos millones de personas en 120 presentaciones, consiguiendo un récord de 11 llenos totales del Auditorio Nacional, y reuniendo también, 120 mil personas en el zócalo de Ciudad de México. En diciembre de 2004, salió a la venta el DVD Fiesta en la Azotea, recopilación de algunos de sus múltiples conciertos en el Auditorio Nacional, superando rápidamente las 100.0000 copias distribuidas, convirtiéndose en DVD de platino y oro, según AMPROFON.
En 2004, colaboró con el grupo Kumbia Kings en el tema «Quién», cantado junto a Pee Wee, incluido en el álbum Fuego de la agrupación.  También ese mismo año participó con el grupo mexicano Moderatto en la canción «Muriendo lento», tema originalmente grabado por Timbiriche, y lanzada como el sencillo del álbum Detector de metal. Esta versión adoptó un enfoque más roquero, ganando rápidamente popularidad en las listas de éxitos. El éxito de la canción la llevó a convertirse en la imagen principal, junto a Moderatto, de la Rockola Coca-Cola, realizando exitosamente una gira conjunta en varias ciudades de México. Además, juntos grabaron un reality show para MTV, titulado Diario de Belinda y Moderatto. Esta colaboración fue galardonada con un premio Oye como Canción del año y, además, en 2009 se posicionó en el puesto 49 de las 100 mejores canciones de la década de 2000 según el sitio DigitalDreamDoor.

En esta época Belinda fue imagen para empresas multinacionales como Office Depot, Hasbro, Zapatos Andrea, Kellogg's, Coca-Cola, LG y para los catálogos de Vianney.

### 2006-2008: crossover,The Cheetah Girls 2yUtopía
En 2006, Belinda hizo su debut en la televisión estadounidense al aparecer en la película original de Disney Channel, The Cheetah Girls 2, donde interpretó a Marisol. La película fue filmada en España y marcó su primer papel en inglés, compartiendo créditos con Raven-Symoné, Adrienne Bailon, Kiely Williams y Sabrina Bryan. Estrenada el 25 de agosto de 2006, la película atrajo a un total de 8.1 millones de espectadores. Además, Belinda contribuyó a la banda sonora con cuatro canciones, lanzada el 15 de agosto, que debutó en el puesto #5 en el Billboard 200. Hasta la fecha, ha vendido 1.4 millones de copias en los Estados Unidos, obteniendo certificación de platino por la RIAA. El DVD de la película fue lanzado el 28 de noviembre y debutó en el puesto número 10 en la lista de «Top DVD Sales» de Billboard en los Estados Unidos, donde ha vendido más de 800 mil de copias desde su lanzamiento y ha generado más de $19 millones en ingresos.
El 3 de octubre de 2006, Belinda lanzó su segundo álbum de estudio titulado Utopía bajo el sello discográfico EMI Televisa, tras dejar Sony BMG. En este álbum asumió el control creativo y compuso todas sus canciones. Sus temas fueron enfocados a cuestiones más oscuras y es descrito como un álbum más maduro por sus letras y baladas, en contraste a su álbum debut. Su primer fue sencillo «Ni Freud ni tu mamá», al que le siguieron «Bella traición», «Luz sin gravedad» y «Alguien más». El álbum consiguió el disco de platino en México por la venta de 100.000 ejemplares.
En noviembre de 2006, Belinda presentó Los 100 videos más pop de MTV, un programa de 10 episodios transmitido por la señal latinoamericana de MTV como parte de las celebraciones por el 25 aniversario. Al mes siguiente, participó en el álbum colaborativo Navidad con amigos, que reúne tradicionales villancicos interpretados por figuras de la música en español. En este proyecto, interpretó el tema «Rodolfo el reno de la nariz roja» y filmó un video musical para la canción.

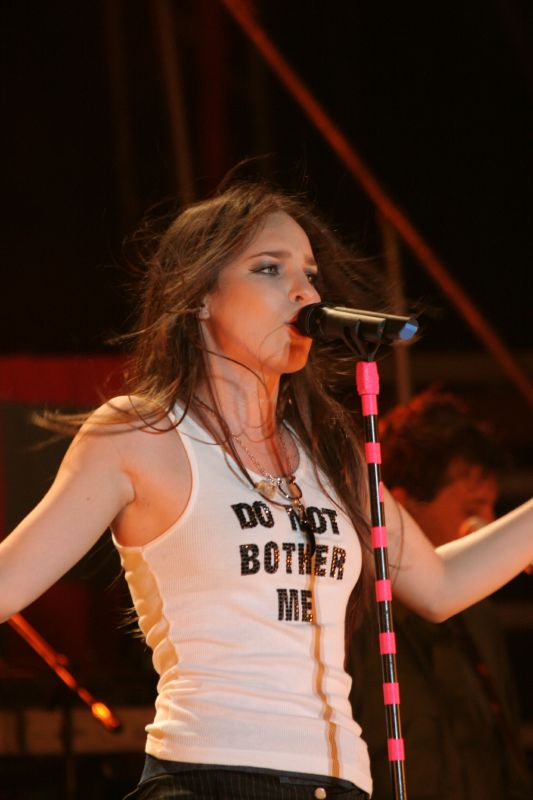
Presentándose en 2007. En su etapa juvenil, su estilo y vestuarios solían ser comparados con los de Avril Lavigne, lo que causó una breve molestia con los seguidores de esta última. No obstante, Lavigne llegó a mostrar interés en conocerla.

En abril de 2007 graba la canción «Muchachitas» como tema principal de la telenovela Muchachitas como tú, el cual fue incluido en la banda sonora.
Desde marzo hasta julio de 2007, Belinda repitió como imagen central de la Rockola Coca-Cola, acompañada de Motel, Ha*Ash, Lu, Nikki Clan. Allison y Kalimba, realizando distintas presentaciones a lo largo de México y siendo la encargada de cerrar todos los conciertos.
El 19 de julio fue copresentadora junto a Jaime Camil y Angélica Vale de la cuarta edición de los Premios Juventud entregados por la cadena Univisión. En el mes de agosto, hace una participación especial en la telenovela argentina Patito feo donde interpreta dos temas con Laura Esquivel, grabando a dueto el tema «Sueño de amor»  para el álbum Patito feo: La historia más linda en el teatro. En septiembre proporciona a la película Barbie como la princesa de la isla el tema principal llamado «Debo saber», cuyo video musical fue lanzado en octubre de 2007 en la edición especial del DVD de la película.
El 25 de septiembre de 2007,  se lanzó una reedición del álbum para Latinoamérica y Estados Unidos bajo el título Utopía². Esta versión incluyó nuevos temas junto con un DVD con videos musicales y material inédito de la cantante. Del álbum se lanzó el sencillo «Es de verdad», incluido en la versión para Estados Unidos. Más tarde, se lanzó la edición internacional del álbum para Brasil y el mercado europeo, de la cual se desprendieron los sencillos «If We Were» y «See A Little Light».
Por su álbum, Belinda obtuvo dos nominaciones en los premios Grammy Latinos del 2007, en las categorías de Canción del año por «Bella traición» y Mejor álbum vocal pop femenino. Además, en los premios MTV del mismo año, destacó como la artista con más nominaciones, ganando los premios de Video del año por «Bella traición» y Mejor solista. También fue galardonada con un premio Oye como Solista femenina pop del año y un premio Lo Nuestro como Artista femenina del año.
En diciembre de 2007, tuvo su propio reality show de tres episodios titulado Belinda, buscando utopía, de la cadena MTV, en el que mostraba la preparación y el comienzo de su gira Utopía. Se realizó una gira que se dividió en dos partes, Utopía 2007 y Utopía 2008, en la que recorrió países de Latinoamérica, Estados Unidos y Europa. Además, participó en eventos como el MTV Day en Madrid, España y en el Pepsi Música Super Bowl Fiesta, un concierto previo al Super Bowl XLII.
En febrero del 2008, durante la promoción de su álbum en Europa, Belinda grabó el tema «Your Hero» junto al grupo italiano Finley que apareció en el Adrenalina 2 del grupo, y participó en la grabación del video musical de la canción. Además,  se unió al grupo en su presentación en el Festival de la Canción de San Remo con la versión en italiano llamada «Ricordi», alcanzando la quinta posición en la competencia.
Ese mismo año, participó en las versiones spanglish y acústica de la canción «Te quiero» de Flex, que aparecieron en el álbum Romantic Style In Da World (Fan Edition) del cantante, además filmó el video de la primera, que fue lanzada como sencillo el 8 de mayo.
El 25 de diciembre de 2008, se estrenó la película Despereaux: un pequeño gran héroe en México, donde Belinda dobló al personaje de la Princesa Pea.

### 2009-2011: regreso a la televisión mexicana yCarpe diem
El 27 de julio de 2009, Belinda regresó a la televisión como protagonista en la telenovela juvenil Camaleones, producida por Rosy Ocampo. En esta producción, compartió escenas con Alfonso Herrera, Sherlyn y Pee Wee, interpretando a Valentina, una prefecta de una escuela preparatoria que lleva una doble vida como ladrona. Belinda también interpretó el tema principal de la telenovela, titulado «Sal de mi piel», lanzado en plataformas digitales el 14 de agosto y estrenado simultáneamente en las radios de México, Argentina, Colombia y Estados Unidos el 17 de agosto. Este tema también se incluyó en la banda sonora de la telenovela, lanzada el 24 de noviembre. La telenovela alcanzó altos niveles de audiencia y, meses más tarde, se vendió a varios países, incluyendo Rumania, España y Puerto Rico. Además, fue lanzada en DVD en 2010.

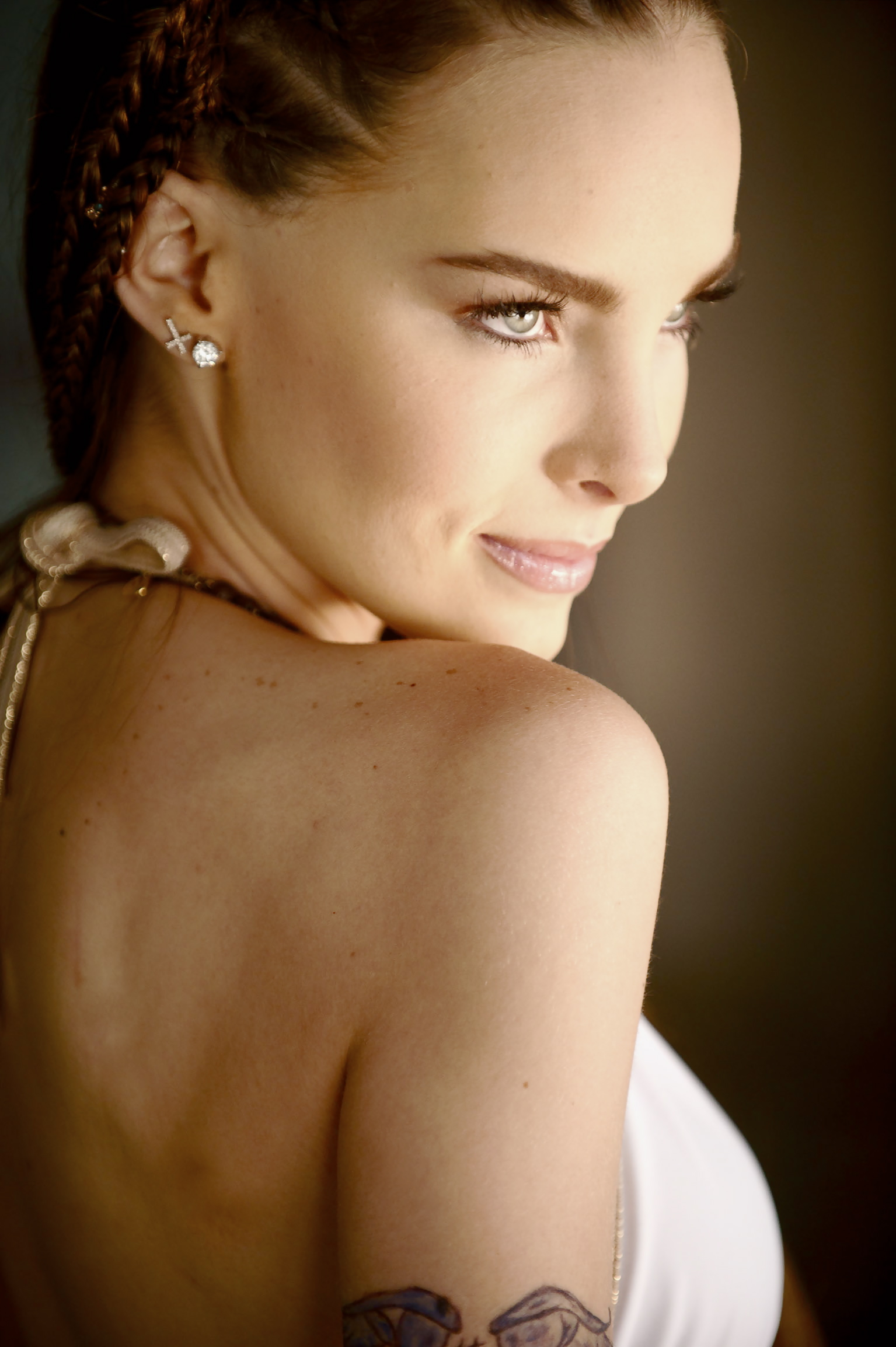
Fotografiada en 2010.

En febrero y marzo de 2010, participó en la grabación de varios temas en colaboración con artistas latinos: «Somos el mundo», «Ay Haití» y «Que cante la vida», junto con la producción de sus respectivos videos musicales. Los dos primeros se crearon para apoyar a las víctimas del terremoto de Haití mientras que el último se destinó a las de Chile.
El 23 de marzo de 2010, lanzó oficialmente su tercer álbum de estudio, Carpe diem, en México, Estados Unidos y Latinoamérica, bajo el sello discográfico Capitol Latin. Este nuevo disco se grabó en estudios de Los Ángeles, Madrid, Miami, Londres, Suecia y la Ciudad de México bajo la dirección de reconocidos productores, incluyendo Áureo Baqueiro, Jimmy Harry, Carlos Jean y Arno Elias. El álbum recibió disco de oro a dos días de su lanzamiento por vender más de 30,000 copias en México.
El primer sencillo, «Egoísta», lanzado el 8 de febrero de 2010 en las estaciones de radio, es un dueto grabado junto al rapero Pitbull, que logró posicionarse en las principales estaciones de radio del país. A mediados de agosto, se lanzó oficialmente «Dopamina» como el segundo y último sencillo del álbum. El 23 de agosto de 2010, se lanzó el video musical del tema «Lolita», tema principal de la primera telenovela de MTV, Niñas mal. A finales de ese mes, Belinda fue coronada como reina del Festival Peachtree Latino en su décimo aniversario, en Atlanta, Georgia, tras su participación musical en el evento.
En agosto de 2010, participó en la tercera temporada de la producción de Pedro Torres, Mujeres asesinas, protagonizando el episodio «Anette y Ana, nobles», basado en la historia de la pintora Sofía Bassi. En este episodio, compartió créditos con Issabella Camil y William Levy, estrenándose en noviembre. Además, grabó el tema «Contigo en la distancia» para una de las escenas del episodio.
A principios de 2010, grabó el tema «Desesperada» junto a la cantante Marta Sánchez, para el álbum de duetos De par en par de Sánchez, lanzado en noviembre para celebrar sus 25 años de trayectoria. A finales de ese año, el cantante brasileño Luan Santana invitó a Belinda a cantar junto a él el tema «Meu Menino (Minha Menina)» en la HSBC Arena de Río de Janeiro,  que fue incluido en el DVD del cantante, publicado en abril de 2011.
En mayo de 2011, Belinda firmó contrato con Seitrack Management de OCESA, una agencia de representación artística y espectáculos en vivo, siendo Alex Mizrahi su nuevo representante, lo que puso fin a la promoción del disco.
En septiembre, se estrenó su tercer reality show titulado Belinda, un reality sobre mi vida por Cosmopolitan Televisión. Este constó de 13 episodios en los que mostró las diversas facetas de su vida diaria.

### 2011-2016:Catarsis
En octubre de 2011, Belinda se trasladó a Miami, Florida, para comenzar la grabación de su próximo disco. El 4 de junio de 2012, se confirmó «En el amor hay que perdonar» como el primer sencillo del álbum, siendo lanzado oficialmente para descarga digital el 19 de junio de 2012. Este sencillo alcanzó el número siete en la lista mexicana de sencillos.
En agosto de 2012, se lanzó la canción «Te voy a esperar», junto a Juan Magán, como tema principal de la película Las aventuras de Tadeo Jones. La canción alcanzó el puesto número uno, recibiendo la certificación Platino de PROMUSICAE. Posteriormente, Belinda participó en el doblaje para Hispanoamérica de la película, renombrada Tadeo, el explorador perdido, interpretando al personaje principal, Sara, que se estrenó en febrero del 2013.
En noviembre de 2012, se lanzó en radios su segundo sencillo «En la obscuridad». La canción logró posicionarse dentro del top 10 en Estados Unidos (lista latina) y México, y fue certificada como platino en Venezuela. Su video musical, lanzado en febrero, rompió récord con más de 2 millones de vistas en solo dos días.
En febrero de 2013 se lanzó el sencillo «Constantemente mía» junto al trío italiano Il Volo, tema incluido en el álbum Más que amor del trío, lanzado en el mes de abril.
El álbum, titulado Catarsis, fue lanzado el 2 de julio de 2013 bajo los sellos discográficos Capitol Latin y Universal Music Latin. El álbum debutó en primer lugar de ventas en México, y llegó a la posición número uno en plataformas digitales en Estados Unidos, México, Guatemala, Honduras y República Dominicana durante su semana de lanzamiento. Entre los productores se encuentran Víctor «El Nasi», Vein, Lavi Beats y Loris Ceroni. Su nuevo estilo fue diseñado por Dolce & Gabbana. Aunque el álbum tiene un estilo pop, también explora atmósferas urbanas, latinas, electrónicas y baladas.
El tercer sencillo del álbum fue una balada titulada «Nada», que narra una historia de amor imposible. Esta canción se estrenó a principios de julio de 2013 en emisoras de radio a nivel mundial.
El 29 de julio se estrenó por MundoFOX el programa de telerrealidad Factor X, donde Belinda fue jurado junto a Angélica María y al dueto Chino & Nacho.
El 16 de agosto, un día después de su cumpleaños, comenzó la gira Catarsis Tour en el Auditorio Nacional. Con una producción mucho más grande que sus giras anteriores, la gira duró casi tres años y recorrió distintos lugares y festivales de la República Mexicana.
En septiembre de 2013, se lanzó el álbum Prisma, de la banda de rock mexicana Motel, con quien Belinda colaboró con la canción «Sueño de ti», lanzada como segundo sencillo del álbum. En octubre, coolaboró nuevamente con Il Volo en la canción «Mis deseos/Feliz navidad», incluida en el álbum Buon Natale: The Christmas Album.
En enero de 2014, lanzó el cuarto y último sencillo «I Love You... Te Quiero», junto al rapero Pitbull. La canción logró colocarse en el número 19 de la lista Latin Pop Digital Songs de la revista Billboard.
En marzo de 2014, apareció en el álbum Globall de 3BallMTY interpretando el tema «Desesperada». En junio, colaboró con Vein y J. Balvin en el tema «Translation», lanzado en plataformas digitales en noviembre. En septiembre, lanzó el sencillo «Si no te quisiera», colaborando con Juan Magán y Lápiz Consciente, incluido en el álbum The King Is Back - #LatinIBIZAte de Magán.
A finales de 2015, Belinda colaboró con el cantautor mexicano Juan Gabriel para su álbum de duetos Los dúo 2 con la canción «Te sigo amando», la cual además fue lanzada como sencillo.
En febrero de 2016, colaboró con diversos artistas como Lucero, Cristian Castro, Carlos Rivera, Pedro Fernández, entre otros, en el tema «Luz» para el álbum México se pinta de luz, una iniciativa de la entonces primera dama de México, Angélica Rivera, para celebrar la visita del papa Francisco a México. Las ganancias fueron donadas al Hospital Infantil Federico Gómez de la Ciudad de México.
A mediados de 2016, renovó el concepto de su gira e inició el espectáculo The Kastle Ghost Koncept, que incluyó un castillo instalado en el escenario y contó con la participación de diversos artistas, concluyendo así la promoción del álbum.

### 2016-2024: colaboraciones musicales,Trolls,La vozy 2000's Pop Tour
Tras concluir el Catarsis Tour, Belinda anunció que estaba componiendo canciones para su próximo álbum. En junio de 2016, fue anunciada como parte del elenco de doblaje para Latinoamérica de la película animada Trolls, prestando su voz al personaje de Poppy, la cual se estrenó a finales de año. Además, ese mismo año, recibió una invitación de Paramount Pictures para participar en la película Baywatch, adaptación cinematográfica de la serie homónima, donde tuvo una participación especial. La película se estrenó el 25 de mayo de 2017.
En octubre, colaboró con Lápiz Consciente en la canción «Intimidad», la cual fue incluida en el álbum Latidos del cantante. A finales de 2016, también colaboró con Grupo Cañaveral en una versión cumbia de su tema «En la obscuridad», la cual formó parte del álbum Fiesta total de la agrupación.
A principios de 2017, Belinda reveló que estaba colaborando con Steve Aoki, compartiendo vídeos de su trabajo conjunto. Más tarde se confirmó que esta colaboración se materializó en la canción «Bailalo», junto al dúo de reguetón Zion & Lennox, producida por Aoki. Además, se anunció que el video musical estaría dirigido por Criss Angel, aunque nunca se lanzó oficialmente debido a conflictos. Sin embargo, en febrero de 2020, el video fue finalmente liberado a través de YouTube.
A finales de 2017, colaboró con Juan Magán, Manuel Turizo, Snova y B-Case en la canción «Déjate llevar», que formó parte del álbum 4.0 de Magán. El video musical de la canción fue filmado en Cuba.
En 2019, fue coach en las ediciones de La voz y La voz senior para TV Azteca, renovando su participación en las segundas temporadas en 2020 y 2021, respectivamente.
En 2019, también realizó diversas colaboraciones con artistas destacados. Participó en «Dónde estás» para el álbum 360º de Descemer Bueno, el remix de «La chapa que vibran» junto a La Materialista, Jojo Maronttinni y Topo La Maskara, «Un traguito» para el álbum De cero de Lérica. Además, formó parte de «Amor a primera vista» junto a Los Ángeles Azules, Lalo Ebratt y Horacio Palencia, incluido como bonus track en el álbum De Buenos Aires para el mundo de Los Ángeles Azules. Esta canción se convirtió en un gran éxito y en una de las canciones más escuchadas del año, recibiendo numerosos premios y nominaciones.
En octubre de 2019, Belinda anunció que protagonizaría el musical Hoy no me puedo levantar en 60 funciones, programadas para comenzar el 31 de enero de 2020. Sin embargo, en marzo del mismo año, debido a la pandemia de COVID-19, el musical fue pospuesto. En diciembre, Belinda anunció que abandonaría el proyecto debido a compromisos laborales adicionales y se informó que la cantante María León la reemplazaría en las funciones restantes del musical.
Durante 2020, continuó colaborando con varios artistas, destacando «Madrid X Marbella» con Juan Magán, «Flamenkito» con Lérica incluido en el álbum Cocoterapia, y «Una mamacita» junto a Showtek y Nacho. Además, participó en el sencillo benéfico «Resistiré», una colaboración con 30 artistas mexicanos, como Gloria Trevi, María José, Paty Cantú, y Mijares, entre otros, producido por Armando Ávila. Los ingresos de esta canción se destinaron a la Unidad Temporal COVID-19 en el Centro Citibanamex, destinada a ayudar a los afectados por la enfermedad.
En el mismo año, Belinda retomó el papel de Poppy para el doblaje en Latinoamérica de la película Trolls World Tour, secuela de Trolls, la cual se estrenó en México en el mes de septiembre.

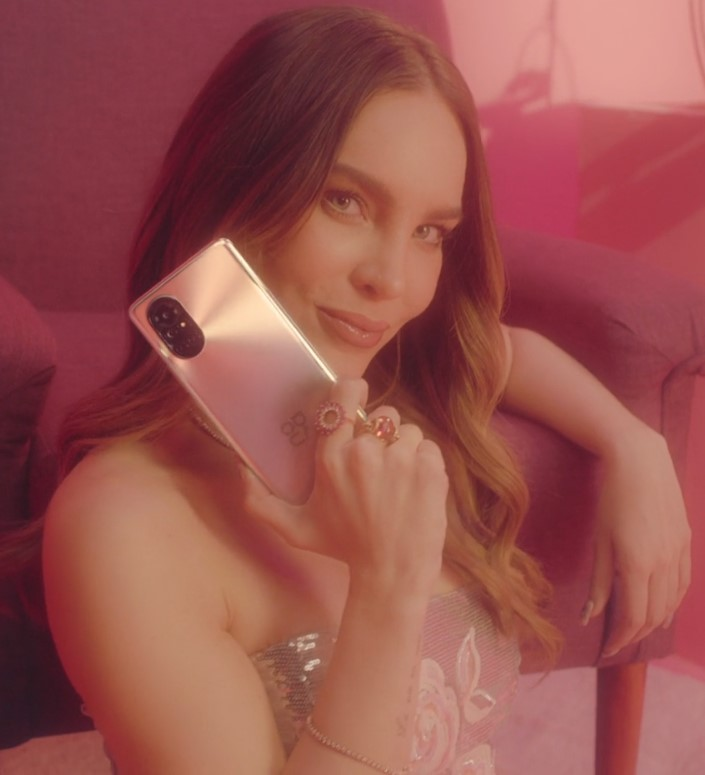
Retratada en 2021.

En 2021, continuando su labor como coach en La voz, se unió a la primera temporada de La voz Kids para TV Azteca, donde Randy Ortiz, finalista de su equipo, resultó ganador.También ese año, prestó su voz al personaje Sunny Starscout en la película animada My Little Pony: A New Generation, la cual se estrenó en septiembre. Asimismo, grabó junto a Christian Nodal la canción «Si nos dejan», tema principal de la telenovela del mismo nombre. Además, lanzó el sencillo «La niña de la escuela» junto a Lola Índigo y Tini como parte del álbum La niña de Índigo, el cual se convirtió en un éxito.
Ese mismo año, Belinda se trasladó a España para protagonizar la serie de Netflix Bienvenidos a Edén. La serie se estrenó a nivel mundial el 6 de mayo de 2022. En febrero de 2022, tres meses antes de su estreno, se confirmó que la serie había sido renovada para una segunda temporada, la cual se estrenó el 21 de abril de 2023. Sin embargo, meses más tarde se anunció que la serie no sería renovada para una tercera temporada, concluyendo así con únicamente dos temporadas.
El 19 de febrero de 2022, Belinda lanzó exclusivamente a través de su canal de YouTube la canción «K-bron», originalmente titulada «Mentiras cabrón», donde narra su historia sobre el romance y la ruptura con Christian Nodal. En mayo, se lanzaron en plataformas digitales las canciones «Eden» y «Colorblind» para promocionar su participación en la serie Bienvenidos a Edén. Ese mismo año, Belinda colaboró con varios artistas, lanzando «Las 12» como sencillo del álbum Bellodrama de Ana Mena, «Si tú me llamas» junto a Omar Montes como tema principal de la película animada Tadeo Jones 3: La tabla esmeralda, «No estamos tan locos» junto a Lérica, y «Me encantaría» junto a Abraham Mateo.
En octubre, Belinda inició su gira Libertad: Bailala Tour, recorriendo diversas ciudades de México como Guadalajara, Tijuana, Mexicali y Pachuca. La gira se extendió hasta el año 2023.
El 4 de noviembre de 2022, Belinda se unió como invitada a la gira musical 2000's Pop Tour, realizando una presentación en la Arena Monterrey, donde interpretó varios de los temas musicales que grabó al inicio de su carrera. Las fechas del tour se extendieron, y posteriormente se presentó como invitada el 17 de noviembre de 2022 y el 24 de febrero de 2023 en la Arena Ciudad de México, el 25 de febrero en el Auditorio GNP Seguros en Puebla, el 28 de abril nuevamente en la Arena Monterrey, y finalmente el 10 de noviembre en el final de la gira en el Auditorio Telmex de Guadalajara. En este último evento, tuvo la oportunidad de reencontrarse con parte del elenco de las telenovelas infantiles en las que participó.
El 7 de agosto de 2023 Belinda anunció a través de sus redes sociales el regreso a su carrera musical y nuevo contrato discográfico con Warner Music Group.
En octubre se estrenó Trolls Band Together, la tercera entrega de la saga Trolls, en la cual Belinda retomó el papel de Poppy para el doblaje latinoamericano.
Durante este periodo, Belinda tuvo participaciones destacadas en distintos programas. Fue juez invitada en programas como Iron Chef: México y La más draga, además de participar como concursante en Divina comida México.

### 2024-presente:Indómita
El 31 de enero de 2024, lanzó «Cactus», el sencillo principal de su quinto álbum de estudio, Indómita, una pista del género corridos tumbados. Ese mismo día, presentó el tema en los TikTok Awards 2024, donde también actuó como presentadora del evento. En abril, anunció una colaboración con Natanael Cano. El día 25 del mismo mes, junto a Cano, estrenó «300 noches», su segundo corrido tumbado.
El 24 de mayo se lanzó la serie biográfica titulada ¿Quién lo mató?, basada en el último día del presentador mexicano Paco Stanley. En esta serie, Belinda interpretó el papel de Paola Durante, un proyecto que había sido anunciado desde enero de 2023.
El 15 de agosto, lanzó «La mala» el tercer sencillo de su álbum, un nuevo tema de corridos tumbados combinado con trap. El 24 del mismo mes, participó con Natanael Cano en uno de sus conciertos de su Tumbado Tour realizado en el estadio Estadio GNP Seguros, donde interpretaron en vivo por primera vez su canción colaborativa, «300 noches». El 24 de octubre, lanzó «Jackpot» el quinto sencillo del álbum, un tema colaborativo de electrónica y pop realizado con Kenia Os. El quinto álbum de estudio de Belinda, titulado Indómita, fue lanzado al mercado musical el 5 de junio de 2025.

## Imagen comercial

### Colaboraciones con marcas y productos
Durante su carrera profesional, Belinda ha sido la imagen de varias marcas. En 2001, mientras participaba en la telenovela Aventuras en el tiempo, fue la cara principal de la campaña «Cantando hasta la fama» de Oscar Mayer. Esta iniciativa consistió en un concurso de canto para niños, donde el ganador tendría la oportunidad de conocer a Belinda y recibir premios especiales al entonar el jingle de la marca.
Al año siguiente, durante su participación en la telenovela Complices al rescate, su imagen se utilizó para promocionar diversos productos como rompecabezas y memoramas producidos por la empresa Fotorama de México, así como un disco promocional para el cereal Froot Loops de Kellogg's con canciones de la telenovela. También fue la imagen de las bebidas Magic.
Tras el éxito de su álbum debut, Belinda se convirtió en la cantante adolescente latina más popular, atrayendo la atención de anunciantes y patrocinadores. En 2004, Office Depot la seleccionó como la imagen principal de su campaña de regreso a clases en México y América Central, convirtiéndola en la primera portavoz artística de la marca. Esto resultó en una serie de comerciales en televisión, radio y publicidad impresa con gran éxito para la empresa minorista, extendiendo su contrato hasta el 2007.
Ese mismo año, Belinda también se asoció con el fabricante de zapatos Andrea, siendo la imagen principal en sus catálogos y anuncios de revistas, lo que resultó en líneas de calzado inspiradas en ella, y extendiendo así su contrato hasta el 2005.
Además, en 2004, Hasbro México la seleccionó a través de su disquera Sony BMG para el lanzamiento de dos campañas promocionales para diferentes juguetes durante la temporada navideña participando en eventos promocionales. Uno de ellos fue Twister Moves, una versión actualizada del juego clásico Twister, que incluía una calcomanía de Belinda y un CD con dos remixes de sus canciones y cuatro fondos de pantalla. El segundo producto fue VideoNow, un reproductor de video personal que venía con un disco que incluía una entrevista con Belinda y tres de sus videos musicales. En 2007, su canción «Lo siento» fue elegida para la nueva línea de cepillos de dientes para niños llamada Tooth Tunes de la división Tiger Electronics de Hasbro. Cada cepillo reproducía un clip de dos minutos de la canción.
Desde 2004 hasta 2008, colaboró con la marca Vianney, especializada en la venta de productos textiles y de decoración para el hogar a través de catálogos, apareciendo en sus catálogos y lanzando productos con su imagen.
En 2005, LG Electronics México se asoció con Amigo Kit de Telcel, contratando a Belinda para el lanzamiento de su nueva línea de teléfonos celulares GSM, presentando dispositivos de telefonía celular más modernos y equipados.
También en 2005, Belinda se unió a Coca-Cola de México como la artista principal de la Rockola Coca-Cola, una gira de conciertos con diversos artistas a lo largo del país. Además, participó en importantes proyectos de mercadotecnia de la compañía, como la promoción musical de verano y la plataforma interactiva Konec-t Coca-Cola dentro del sitio web. Apareció en comerciales y se lanzó un muñeco con su imagen de la serie KBsónicos. Repitió como la imagen central de la Rockola en 2007, realizando distintas fechas en el país. En 2009, como parte del relanzamiento de Coca-Cola Zero en México, Belinda formó parte de la promoción grabando una serie de comerciales. Además, ofreció el primer concierto en vivo por Internet en México del canal Coca-Cola TV.
En 2014, como parte de la celebración de los 25 años de la marca de paletas de helado Magnum, Belinda fue designada como embajadora de la marca en Latinoamérica. Esto se destacó con su participación en un evento celebrado en la Ciudad de México, donde interpretó algunas de sus canciones. Además, asistió como invitada al Festival de Cine de Cannes, en Francia, representando a la marca junto a otras personalidades como Kylie Minogue, quien era la embajadora global de la marca.
En 2016, Belinda se unió a Capa de Ozono en una colaboración única para lanzar su propia línea de zapatos como parte de la colección de otoño-invierno, titulada "Belinda x Capa de Ozono", que incluía 24 modelos diseñados por ella misma. Se produjeron comerciales protagonizados por Belinda para cines y redes sociales, y la marca fue presentada en un desfile de moda el 6 de julio en el Auditorio BlackBerry de la Ciudad de México, siendo un gran éxito.
En 2017, se convirtió en la imagen y vocera de la reconocida firma de moda colombiana Studio F. En abril de 2018, lanzó su propia colección titulada "Musical Collection", inspirada en los grandes festivales de música del mundo como Coachella. Más tarde, en septiembre, presentó su nueva colección llamada "Pop Star", que incluía prendas como faldas, blusas y vestidos con estilos relucientes y toques urbanos, inspirados en la vida de los artistas de las décadas de los 80 y 90. Belinda supervisó cada detalle y patrón de los diseños, los cuales fueron presentados por primera vez en desfiles tanto en la Ciudad de México como en Cali, Colombia. En octubre de 2019, lanzó su nueva colección titulada "Boho Soul", inspirada en el espíritu bohemio y el estilo vintage.
Ese mismo año, continuando con su incursión en el diseño, se unió a la marca mexicana de calzado Price Shoes para lanzar una colección de calzado, ropa y accesorios bajo la marca "Belinda Peregrín", caracterizada por diseños en colores neón y animal print, y fusionando tendencias modernas con un toque clásico. En marzo del año siguiente amplió su alcance lanzando una nueva colección. Utilizando el branding de Belinda para atraer más socios, la empresa promocionó la oportunidad de tomarse una foto con ella al afiliarse a la marca con cualquier paquete de catálogos o realizar una compra de cualquier producto de la línea. En 2021, lanzó su nueva línea de botas. En noviembre de 2022, presentó su colección de temporada otoño-invierno.
En octubre de 2021, Belinda se convirtió en la embajadora mexicana de la prestigiosa marca española de joyería TOUS, marcando así la primera colaboración de la firma en México. En este rol, colaboró estrechamente con Marta Tous en el diseño de una edición especial de la colección Magic Nature, titulada "Belinda Peregrín X TOUS", que incluyó una exquisita selección de aretes, collares y pulseras. Su participación fue destacada durante la inauguración de una nueva sucursal en el centro comercial Artz Pedregal, ubicado al sur de la Ciudad de México, como parte de la campaña de promoción de esta colaboración exclusiva.
En noviembre de 2021, colaboró con la marca en Internet de ropa china Shein, presentando la colección "SHEIN x BELINDA" en cinco categorías: Fabulosos 90s, Urbano majestuoso, Destellos de celebridad, Dulce invierno y Glam Rock, basada en sus tendencias favoritas y disponible en tallas que van desde chica hasta extra grande. La colección constaba de aproximadamente 100 piezas.

### Modelaje
Además de su carrera como cantante y actriz, también ha participado como modelo. En 2005 participó en el programa Fashionista de MTV en el que presentó, junto a varios artistas, las tendencias de la moda para los jóvenes confeccionada por importantes diseñadores de Latinoamérica.
En 2007 formó parte de la pasarela para la temporada primavera/verano de la colección Prêt-à-porter de Chanel, junto a otras celebridades del espectáculo.
En el 2011 fue la imagen para la línea de ropa «Rojo Bosque Encantado» de Annie Lask, inspirada en Caperucita Roja.

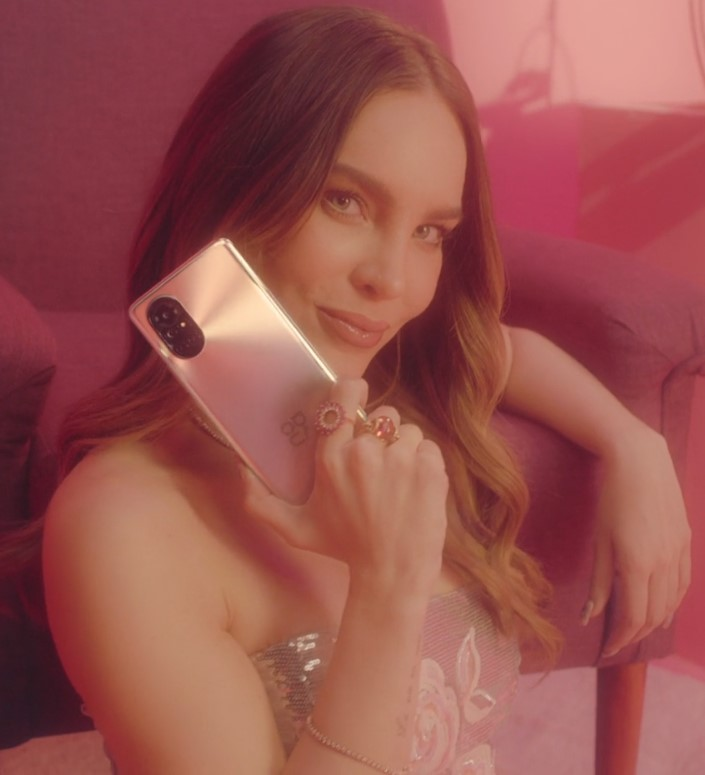
Posando como modelo para el comercial de un teléfono de la marca Huawei, en 2021.

Belinda ha aparecido en la portada de diversas revistas de renombre como Seventeen, InStyle, Glamour, Elle, Caras, Gente, Fernanda, Nylon, Cosmopolitan, Nueva, Última moda, Ohm, SkyView, Eres, Eve, Ventitantos, entre otras. Asimismo en 2008 la revista Quién, la destacó en su portada como una de las diez chicas más guapas de México, reportaje en el que también aparacieron personalidades como Altaír Jarabo y María Inés Guerra. Fue nombrada como una de los 50 más bellos por la revista People en Español en 2010 y 2013.
El 23 de septiembre de 2024, participó en la Semana de la Moda de París durante un desfile de modas para la marca L'Oréal, mismo en el que llamó la atención por haberse tropezado mientras caminaba por la pasarela.

## Filantropía
Belinda además es una filántropa que ha contribuido a diversas obras humanitarias y caritativas. Una de las principales causas a la que ha apoyado es la lucha del cáncer infantil. En diversas ocasiones ha visitado a niños que padecen cáncer en distintas asociaciones, en las que ha convivido con ellos interpretándoles canciones y regalándoles obsequios.
En 2015, junto con otras personalidades del espectáculo, cultura y deportes, participó en la subasta anual de Osos Fredo, que consiste en la decoración de osos, que ayuda a niños con cáncer en etapa terminal, siendo lo recaudado para varias asociacines.
En 2010 se unió junto con varios artistas para grabar los temas caritativos «Somos el mundo», «Ay Haití» y «Que cante la vida» para ayudar a los afectados de los terremotos de Haití y de Chile, en donde todo lo recaudado se donó para los damnificados.
A lo largo de su carrera, Belinda también ha demostrado un compromiso firme con causas relacionadas con el medio ambiente y la infancia. Ha establecido dos fundaciones: la Fundación Gaía Planeta Azul, la cual se dedica a respaldar una serie de iniciativas orientadas a la preservación de la naturaleza y a la promoción de la educación ambiental para la sustentabilidad, y la Fundación Fantasmas Sin Amor, que se dedica a proteger los derechos y educar a los niños en situación de abandono.

## Negocios
En 2014, Belinda se asoció con su hermano para inaugurar el exclusivo canta bar La Chismosa, que llegó a tener 8 sucursales. La primera sucursal se abrió en junio al sur de la Ciudad de México, seguida por la de Coapa en diciembre. En 2015, se abrieron sucursales en Polanco y en Puebla. El año siguiente, en 2016, se ampliaron con sucursales en Metepec, Estado de México, y en Panamá. También contó con sucursales en McAllen, Texas y Naucalpan. Además, tenían planes para expandirse a Miami, Estados Unidos, y Colombia, así como a otras ciudades de México. No obstante, a finales de 2016, la primera sucursal fue clausurada en noviembre y reabrió al mes siguiente. De manera gradual todas las sucursales desaparecieron. La sucursal recién inaugurada en Panamá solo estuvo en funcionamiento hasta diciembre de ese mismo año.
En el año 2020, Belinda junto a la actriz Renata Notni, cofundaron Tharaa Cosmetics, una línea de maquillaje inspirada en la mujer latinoamericana, fuerte y segura de sí misma. Con una gama de productos que incluyen paletas de sombras, polvos, bases y labiales con lo último en tendencias de moda. La marca ha hecho colaboraciones con la bloquera y maquilladora profesional Karen Muñoz.
Ese mismo año, Belinda también incursionó en el bienestar con la creación de una línea de colágeno y suplementos alimenticios, siendo cofundadora de la marca WONU junto al empresario José Carlos Montibeller Aguirre.

## Otras actividades

### Composición musical
Belinda, además de destacarse como cantante, ha incursionado en la composición de varias de sus canciones desde su álbum debut. Temas como «Be Free» y «Sal de mi piel» son ejemplos de canciones que han sido compuestas en su totalidad por ella.
Además, se ha destacado por adaptar al español varias de sus canciones, especialmente en sus primeros álbumes. Algunas de estas canciones fueron originalmente interpretadas por otros artistas. Por ejemplo, «Boba niña nice»  fue originalmente interpretada en su idioma original por la cantante neerlandesa Kim-Lian, mientras que «Noche cool» pertenecía inicialmente a la banda estadounidense Pussycat Dolls. Otros ejemplos incluyen «Wacko», que también fue originalmente interpretada por Kim-Lian junto a la cantante sueca Linda Bengtzing, y «Culpable», que fue originalmente interpretada por la banda canadiense The Weekend. Además, algunas de las canciones adaptadas son versiones de temas que no han sido publicados en su idioma original, como «Ángel», originalmente escrita por Graeme Pleeth y Shellie Poole, «Utopía», originalmente compuesta por la cantautora australiana Sia, o «Nada», de la compositora estadounidense Diane Warren.
Belinda también ha sido reconocida como coautora de varias de sus canciones, incluyendo «See a Little Light» y su adaptación al español «Luz sin gravedad», así como «Egoísta», «En el amor hay que perdonar» y «Cactus», entre otras.
A lo largo de su carrera, Belinda ha colaborado con una amplia gama de artistas, destacando su presencia como coautora en la mayoría de estas colaboraciones. Además, ha trabajado con reconocidos compositores como Jimmy Harry, Carlos Jean, José Luis Ortega, Don Omar, Jorge Villamizar, Víctor «El Nasi», entre otros.
Belinda también ha mencionado tener numerosas canciones escritas que no han sido incluidas en sus discos, con la esperanza de que algún otro artista las grabe. Artistas estadounidenses han considerado sus canciones para sus propios proyectos. Además, ha compuesto para otros cantantes, como «Sal de mi piel», inicialmente destinada al grupo RBD, y posteriormente se pensó que estaría en el primer disco solista de Dulce María, pero finalmente fue grabada por ella misma.

### Producción y dirección
En el ámbito de la producción, fue acreditada como productora ejecutiva del álbum Carpe Diem, y desempeñó el rol de coordinadora de imagen en sus álbumes Utopía y Carpe Diem. Además, en varios de sus videos musicales, ha estado involucrada en la dirección, producción y guion, tales como «Egoísta», «Dopamina», «En el amor hay que perdonar» y «En la obscuridad». También participó en los vídeos de las canciones «Amor transgénico» y «Gaia», los cuales no fueron oficialmente lanzados pero fueron grabados junto con «Dopamina», donde además contribuyó en la creación de los personajes, la trama, las locaciones, el vestuario y el maquillaje.
Asimismo, Belinda ha incursionado como directora y productora para otros artistas, debutando con el video musical de la canción «La sinvergüenza» de Christian Nodal y la Banda MS.

## Estilo
En su tercer álbum, Carpe Diem, mostró un estilo musical diferente a sus álbumes anteriores, con temas más alegres, positivos y bailables, que incluyen fusión de ritmos electrónicos con sonidos urbanos e inclusive el género bossa nova.

## Discografía
- 2003: Belinda
- 2006: Utopía
- 2010: Carpe diem
- 2013: Catarsis
- 2025: Indómita

## Filmografía
| Año         | Título                 | Personaje                         |
| ----------- | ---------------------- | --------------------------------- |
| 2000        | Amigos x siempre       | Ana Capistrán Vidal               |
| 2001        | Aventuras en el tiempo | Violeta Flores / Rosenda          |
| 2002        | Cómplices al rescate   | Mariana Cantú / Silvana Del Valle |
| 2004        | Corazones al límite    | Elena "Elenita" Arellano Gómez    |
| 2006        | The Cheetah Girls 2    | Marisol Durán                     |
| 2007 - 2008 | Patito Feo             | Ella misma                        |
| 2009 - 2010 | Camaleones             | Valentina Izaguirre               |
| 2010        | Mujeres asesinas       | Annette VanDiryk                  |
| 2017        | Baywatch               | Carmen                            |
| 2022 - 2023 | Bienvenidos a Edén     | África Penati Guerra              |
| 2024        | ¿Quién lo mató?        | Paola                             |
| 2025        | Mentiras               | Daniela Mijares                   |

## Giras musicales
- Tour Fiesta en la Azotea (2004-2005)
- Tour Utopía (2007-2008)
- Catarsis Tour (2013-2016)
- The Kastle Ghost Koncept (2016)
- Libertad: Báilala Tour (2022-2023)